# Українсько-танзанійські відносини
Українсько-танзанійські відносини — відносини між Україною та Об'єднаною Республікою Танзанія.
Танзанія визнала незалежність України 8 червня 1992 року. Країни встановили дипломатичні відносини 8 липня 1992 року.

## Українці в Танзанії
У 1940-х роках в Танзанії існувала українська громада і діяла православна українська парафія.

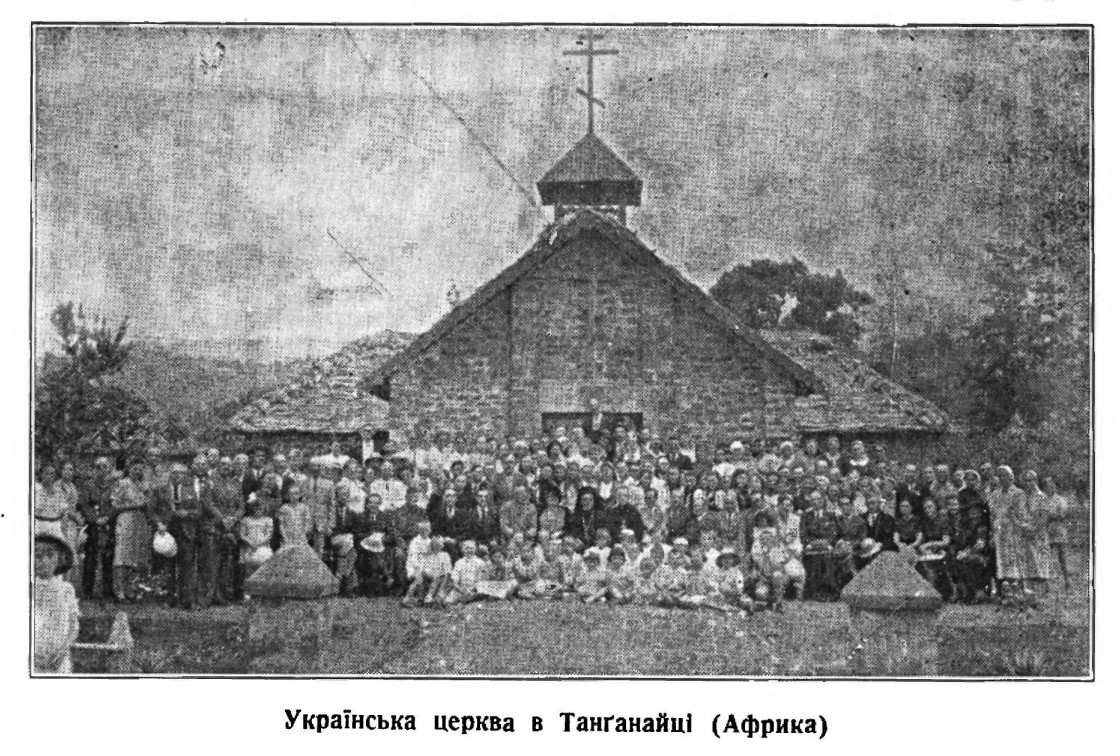
Українська громада при своїй церкві в Танзанії. 1940-і роки.

Інтереси громадян України в Об'єднаній Республіці Танзанія захищає Посольство України в Кенії.

## Торгівля
Танзанія є одним із головних торговельно-економічних партнерів України у регіоні Східної Африки. Двосторонній товарообіг між Україною і Танзанією за 2021 рік склав 51,204 млн дол. США (при цьому експорт з України до Танзанії склав 47,150 млн дол. США, а імпорт – 4,054 млн дол. США.
Основними статтями експорту товарів з України до Танзанії були:
- зернові культури (65,9% від загального експорту)
- жири та олії тваринного або рослинного походження (18,7%)
- чорні метали (8,5%)
- електричні машини (1,8%)
- котли і машини (1,2%)

Аналіз товарної складової українського експорту до Танзанії свідчить про значне зростання долі товарів з доданою вартістю, зокрема, до перших п’яти експортних позицій увійшли електричні машини, котли і машини, рослинні олії, м'ясо та їстівні субпродукти.
Основними статтями імпорту товарів з Танзанії були:
- пластмаси, полімерні матеріали (43,5% від загального імпорту)
- тютюн і промислові замінники тютюну (16,3%)
- їстівні плоди та горіхи (14,1%)
- кава, чай (14,1%)

Eкспорт послуг з України до Танзанії склав 1,051 млн дол. США, імпорт – 9,554 млн дол. США. Обсяг торгівлі послугами – 10,655 млн дол. США. Основою українського експорту стали послуги, пов’язані з подорожами (68,1%) та транспортні послуги (19,2%). Основа імпорту з Танзанії — послуги, пов’язані з подорожами (80,8%).
За даними Державної служби статистики України, загальний обсяг двосторонньої торгівлі товарами та послугами України з Танзанією за 2021 рік склав 61,859 млн дол. США, при позитивному сальдо України 34,593 млн дол. США.